# أبانتو
بلدية أبانتو (بالإسبانية: Abanto) هي بلدية تقع في مقاطعة سرقسطة التابعة لمنطقة أراغون شمال شرق إسبانيا.

## الديموغرافيا
بلغ عدد سكان بلدية أبانتو 130 نسمة عام 2011 (وفقاً للمعهد الوطني الإسباني للإحصاء).
| 191 | 184 | 172 | 150 | 145 | 125 | 130 |